# Рудка (Равський повіт)
Рудка (пол. Rudka) — село в Польщі, у гміні Садковиці Равського повіту Лодзинського воєводства.
У 1975-1998 роках село належало до Скерневицького воєводства.